# Мессарт, Йоханнес
Йоханнес Мартинус Мессарт (нидерл. Johannes Martinus Messchaert; 22 августа 1857, Хоорн, Нидерланды — 9 сентября 1922, Кюснахт-ам-Риги, Швейцария) — нидерландский камерный певец (бас) и музыкальный педагог.

## Биография
Изучал садоводство и лесоводство в Арнеме, одновременно беря уроки игры на скрипке и фортепиано и выступая в хоре. При исполнении оратории Роберта Шумана «Странствие Розы» Мессарт получил возможность заменить выбывшего в последний момент солиста и выступил с таким успехом, что руководитель хора рекомендовал ему профессионально посвятить себя музыке. Последовав совету, Мессарт в 1877 году сперва отправился в Кёльн, а вскоре перебрался во Франкфурт-на-Майне и поступил в Консерваторию Хоха, где учился у Иоахима Раффа (композиция), Гуго Хеермана (скрипка) и Юлиуса Штокхаузена (вокал). Затем Мессарт ещё некоторое время учился в Мюнхене, а в 1881 году вернулся в Нидерланды и присоединился к хоровому коллективу, созданному Даниэлем де Ланге  для исполнения нидерландской музыки XV—XVII веков. В том же году началось многолетнее содружество Мессарта с Юлиусом Рёнтгеном, выступавшим в качестве его аккомпаниатора вплоть до 1916 года.
Наряду с камерным репертуаром Мессарт был специалистом и по духовной музыке, особенно славилось его исполнение партии Иисуса в баховских «Страстях по Матфею». Кроме того, в 1896 году он основал Амстердамский вокальный квартет. В 1884 году Мессарт стал одним из соучредителей и первых преподавателей Амстердамской консерватории (среди его учеников был, в частности, видный нидерландский композитор Альфонс Дипенброк).
После 1900 года Мессарт преимущественно жил и работал в Германии: сперва в Висбадене, затем в 1905—1909 гг. во Франкфурте, сменив своего учителя Штокхаузена во главе вокального класса Консерватории Хоха, позже в Мюнхене и наконец в 1911—1919 гг. в Берлине в качестве профессора Берлинской Высшей школы музыки (здесь его ученицей была, в частности, Франциска Мартинссен-Ломан). Последнее выступление Мессарта состоялось 1 апреля 1917 года в Амстердаме, его излюбленными «Страстями по Матфею» дирижировал Виллем Менгельберг.